# 팀 쿡
티머시 도널드 "팀" 쿡(영어: Timothy Donald "Tim" Cook, 1960년 11월 1일~)은 애플의 최고경영자(CEO)를 맡은 미국 기업인이다. 팀 쿡은 이전에 애플 공동 창업자인 스티브 잡스 밑에서 회사 최고운영책임자(COO)를 맡았다.
팀 쿡은 1998년 3월 애플의 전세계 영업 담당 수석 부사장으로 입사한 후 전세계 영업 및 영업 담당 전무를 역임했다. 쿡은 2011년 8월 24일 스티브 잡스가 애플 CEO에서 사임한 후, 새로운 애플 CEO로 선임되었다. 최고경영자 재임 기간 동안 그는 국제 및 국내 감시, 컴퓨터 보안, 미국 제조 및 환경 보존의 정치적 개혁을 옹호했다. 쿡은 애플을 맡았던 2011년부터 2020년까지 회사 수익과 이익을 두 배로 늘렸고, 회사 시장 가치는 3,480억 달러에서 1조 9,000억 달러로 증가했다.
쿡은 나이키 및 미국의 전국 축구재단(National Football Foundation)의 이사회에서도 활동한다. 애플 외부에서 쿡은 자선 활동에 참여한다. 2015년 3월에 그는 자신의 재산을 자선 단체에 기부할 계획이라고 말했다. 2014년에 쿡은 포춘 500 기업 중 동성애자임을 공개적으로 밝힌 최초의 CEO이다.

## 어린 시절
팀 쿡은 앨라배마주 로버츠데일에서 자랐다. 그는 침례교 교회에서 세례를 받고 로버츠데일에서 자랐다. 그의 아버지는 조선소 노동자였고, 어머니는 약국 직원으로 일했다.
쿡은 1982년 오번 대학교에서 산업공학 이학사 학위를 얻었고, 1988년 듀크 대학교에서 경영학 석사 학위를 받았다.

## 경력

### 애플 이전 시기
팀 쿡은 오번 대학교를 졸업 한 후 IBM 개인용 컴퓨터 사업의 북아메리카 총괄 책임자로 12년 일했다. 이 기간 동안 쿡은 1988년 듀크 대학교 경영대학원에서 경영학 석사(MBA)를 취득하였다. 이후 "인텔리전트 이렉트로닉스"(Intelligent Electronics)의 컴퓨터 재판매 부서에서 최고운영책임자(COO)를 역임했다. 1997년 컴팩에서 기업 자료 담당 부사장으로 6개월 근무 후에 사임하고, 애플에서 직책을 맡았다.

### 애플 시기

#### 초기 경력
1998년 스티브 잡스는 쿡에게 애플 합류를 요청했다. 오번 대학교 졸업식 연설에서 쿡은 잡스를 만난 후 애플 합류 결정을 말했다.
그의 첫 번째 직위는 전세계 운영 담당 수석 부사장이었다. 쿡은 비핵심분야 공장과 창고를 폐쇄하고 계약 제조업체로 교체했다. 이로 회사 재고 회전이 몇 개월에서 며칠로 단축되었다. 그의 그룹은 그 중요성을 예측하고 2005년부터 플래시 메모리에 대한 사전 투자와 같은 장기 거래에 투자했다. 이를 통해 아이팟 나노, 아이폰 및 아이패드의 안정적인 공급을 이루었다. 휴렛 팩커드와 같은 경쟁업체에서 취소했던 HP 터치패드 태블릿 컴퓨터에 대해 설명하고 나중에 이 태블릿 컴퓨터를 "폐기하고 거부했던 아이패드 부품"으로 만들었다고 말했다. 쿡의 행동은 비용을 통제해 인정받았으며 회사의 나머지 부분과 결합하여 막대한 이익을 창출했다.

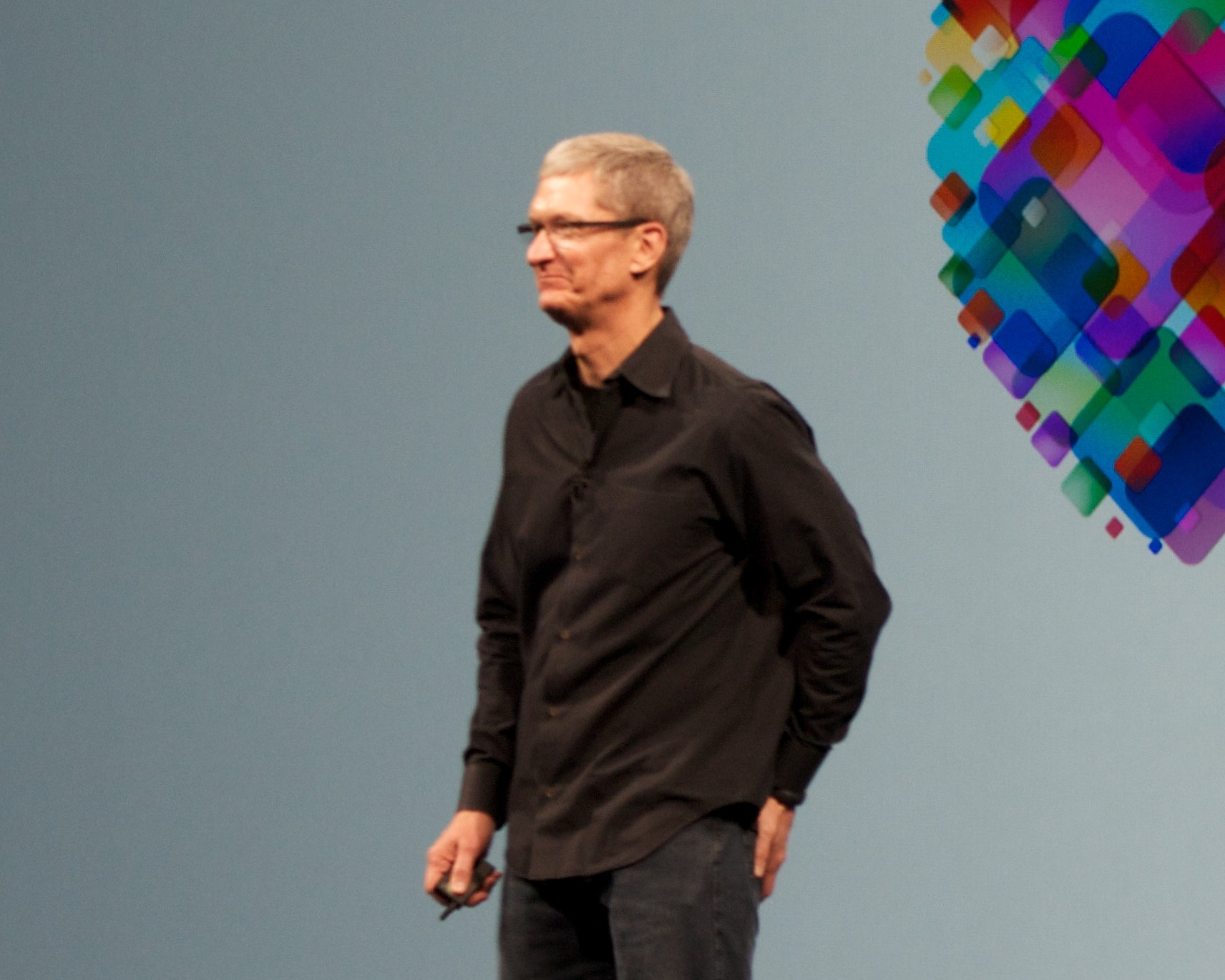
2012 애플 세계 개발자 회의에서 키노트를 하고 있는 쿡

2007년 1월, 쿡은 운영 책임자로 승진하였다. 2009년에는 CEO를 맡았고, 잡스는 건강이 나빠져 휴가를 떠났다. 2011년 1월, 애플 이사회는 잡스가 요청한 세 번째 병가를 승인했다. 그 기간 동안 쿡은 애플의 일상 업무 대부분을 담당했고 잡스와 대부분의 주요 결정을 내렸다.

#### 애플 최고경영자(2011년 이후)
잡스가 CEO직을 사임하고 이사회 의장이 된 후 쿡은 2011년 8월 24일 애플의 새로운 CEO로 임명되었다. 6주 후인 2011년 10월 5일, 잡스는 췌장암으로 사망했다. 포보스 기고자 로빈 페러콘(Robin Ferracone)은 2011년 9월에 "잡스와 쿡은 강력한 파트너십을 구축하여 회사를 죽음의 악순환에서 구출했다. 이 회사는 1995년 매출 110억 달러에서 1998년 60억 달러 미만으로 떨어졌다. 그들의 리더십 하에 회사는 최저 수준에서 오늘날 놀라운 1000억 달러 규모로 성장했다."라고 썼다. 2012년 4월, 타임은 연례 "세계에서 가장 영향력 있는 100인" 목록에 쿡을 포함시켰다.
2012년 10월 29일에 쿡은 회사 경영진에 큰 변화를 가져왔다. 스콧 포스톨은 애플 지도 출시 이후 iOS 수석 부사장직을 사임했고, 2013년 회사를 떠날 때까지 쿡의 고문으로 일했다. 리테일 부문 수석 부사장이었던 존 브로윗은 6개월 만에 해고되었고, 그 후에 애플의 6천만 달러 상당의 주식 100,000주를 받았다. 포스톨의 임무를 다른 4명의 애플 임원들에게 나누었다. 디자인 SVP 조너선 아이브가 애플의 휴먼 인터페이스 팀의 리더십을 맡았고 크레이그 페데리히가 iOS 소프트웨어 엔지니어링의 새로운 책임자가 되었고 서비스 책임자인 에디 큐가 지도와 Siri를 담당하게 되었고 이전에 하드웨어 엔지니어링 SVP였던 밥 맨스필드가 새로운 기술 그룹의 책임자가 되었다.

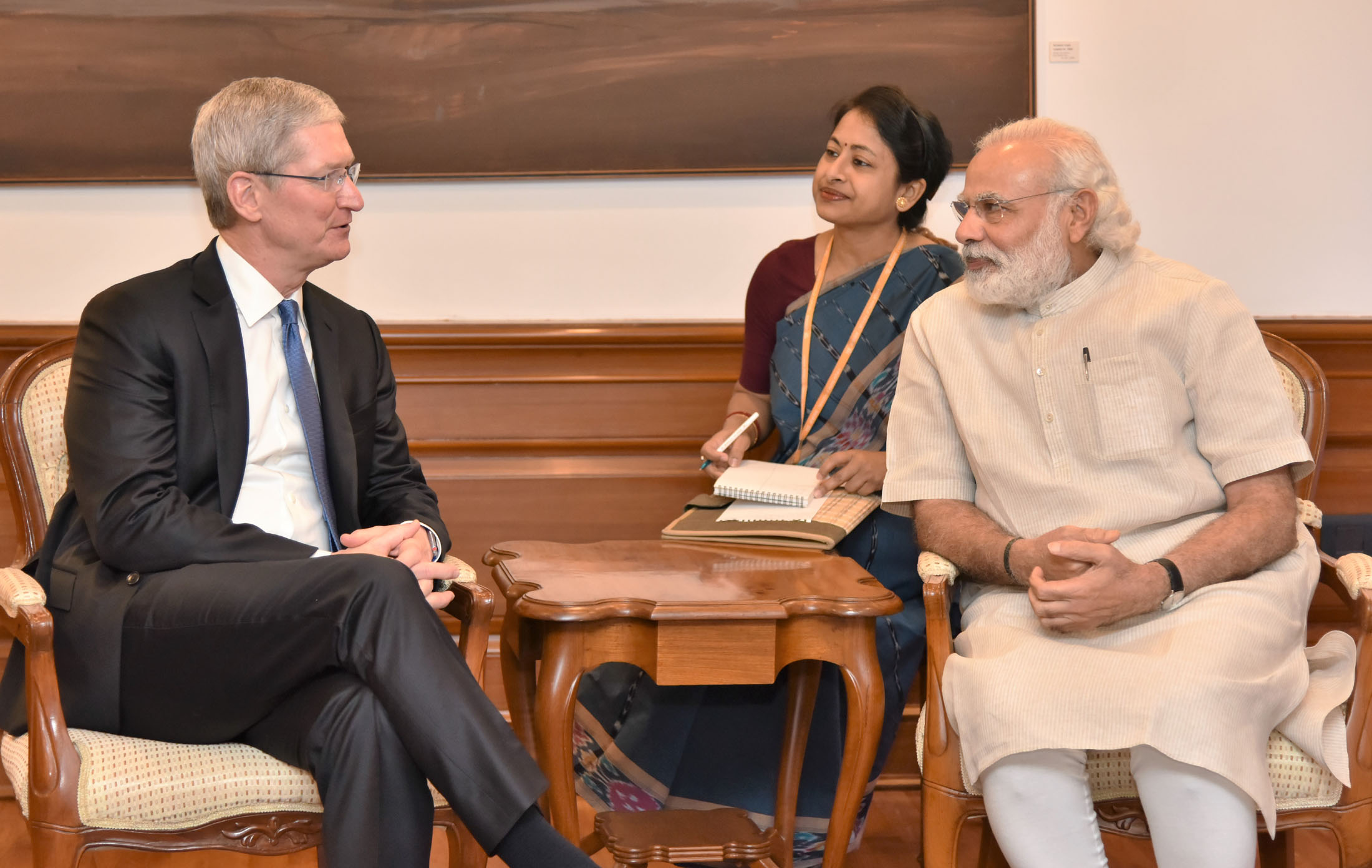
뉴델리에서 나렌드라 모디 인도 총리와 함께 한 쿡

쿡은 매출과 이익이 예상보다 적게 증가한 회계 연도 3분기 이후에 경영진을 교체했다. 포스톨의 사임은 해고로 널리 간주되었으며 "임원 간 경쟁"을 줄이려는 쿡의 욕구로 인해 발생했다고 알려져 있으며(p. 127) 포스톨이 후계자가 가능하다고 여겨졌기 때문에 쿡에 대한 비판을 불러일으켰다. 2014년 2월 28일, 쿡은 주주들에게 지속 가능성과 기후 변화에 대한 회사의 견해를 공유하지 않으면 "주식에서 나가라"고 요구하면서 헤드라인을 장식했다. 2016년 5월, 쿡은 중국 정부가 애플의 온라인 아이튠즈 스토어와 애플 북스 스토어를 폐쇄한 후 중국 정부 관리들을 만나기 위해 중국을 방문했다.
2019년 10월, 3년 임기의 베이징 칭화 대학교의 경제관리학원에서 이사회 수석 고문직을 맡았다.

## 개인사
팀 쿡은 자신의 모든 것을 일에 바치는 생활을 한다. 팀 쿡은  오전 4시 30분에 일어나 이메일을 확인하고, 한 시간 동안 체육관에서 운동을 하고 나서 6시 정도에 사무실 책상 앞에 앉는다. 일요일 저녁에는 전화 회의를 하며 다가올 한 주를 준비한다.
팀 쿡은 블룸버그와의 인터뷰에서 "나는 동성애자라서 자랑스러우며, 이는 신이 내게 준 선물이라고 생각한다"며 커밍아웃을 했다.
그와 함께 "동성애자로 살면서 소수자를 깊이 이해했고 더 공감을 잘하는 사람이 되었다", "내가 동성애자라 때로는 힘들고 불편했지만 역경과 편견을 넘어설 자신감을 얻었다"고 강조했고, "애플의 CEO가 동성애자라고 알려서 자신이 누구인지 고민하는 사람이나 혼자라고 느끼는 사람이 격려와 위안을 얻는다면 개인의 사생활과 맞바꿀 가치가 있다고 생각했다"라며 자신이 커밍아웃을 한 이유에 대해 밝혔다. 그는 커밍아웃 이전에도 동성애자를 공개적으로 지지하고, 동성 결혼을 인정하지 않는 주 정부를 비판했다.

## 참고
- Wingfield, Nick (2006년 10월 16일). “Apple's no. 2 has low profile, high impact”. The Wall Street Journal. 2013년 9월 8일에 원본 문서에서 보존된 문서. 2006년 10월 16일에 확인함.